# Akouda
Akouda (arabă أكودة) este un oraș în Guvernoratul Sousse, Tunisia.